# Asphalt 6: Adrenaline
Asphalt 6: Adrenaline (укр. Асфальт 6: Адреналін) — перегонова відеогра 2010 року, розроблена Gameloft Barcelona та опублікована Gameloft. Шоста велика гра серії Asphalt. Вона була випущена для iOS 21 грудня 2010 року, для Mac OS X 17 лютого 2011 року, для Android 15 червня, для Symbian 20 липня, для мобільних телефонів 31 серпня, для webOS 3 вересня, для BlackBerry PlayBook 12 жовтня і для Bada 2.0 10 січня 2012 року. 

## Ігровий процес
Ігровий процес в Asphalt 6: Adrenaline схожий на ігровий процес в Asphalt 5, з можливістю нахиляти пристрій або торкатися екрана, щоб керувати ним. У грі також є багатоосібний режим, як локальний через Wi-Fi та Bluetooth, так і глобальний через інтернет-з'єднання.
Гравець може отримати до п'яти зірок за кожні перегони, причому їх кількість залежить від умов, встановлених перед перегонами, що стосуються як першочергових, так і другорядних цілей, таких як знищення певної кількості супротивників або дрифтування протягом певного періоду часу.
Новою функцією в Asphalt 6 є «Адреналіновий режим», який досягається шляхом натискання нітро, коли лічильник заповнений. Перебуваючи в Адреналіновий режим, машина гравця стає практично невразливою; з можливістю легко розбивати супротивників при найменшому контакті.

### Режими
Гра складається з різних режимів:
- Звичайні перегони: традиційні перегони на два-три кола, де гравець стартує з нижньої частини сітки, маючи на меті фінішувати 3-м або раніше
- Розтрощи усіх: гравець повинен збити з ніг якомога більше суперників за встановлений ліміт часу
- Вибуття: гравець повинен уникнути останнього місця в 30-секундному періоді, оскільки перегонник, який посів останнє місце, вибуває, коли закінчується таймер
- Атака на час: гравець є єдиним учасником перегонів і повинен пройти певну кількість кіл до того, як закінчиться таймер
- Дрифт: схожий на попередній режим, але з метою дрифтувати протягом заданої кількості часу
- Дуель: перегони віч-на-віч, де гравець повинен фінішувати першим, щоб перемогти
- Колекціонер: мета гравця — зібрати певну кількість предметів до того, як закінчиться таймер
- Під тиском (недоступно у версії для Java): гравець повинен закінчити перегони, поки суперники намагаються захопити гравця
- У розшуку (доступна лише у версії для Java): гравець повинен проїхати певну кількість кіл, не потрапивши в поліцію та не зіткнувшись з перешкодами на дорозі

## Версія для Java
Java-версія Asphalt 6 для мобільних телефонів має дещо інший стиль гри. Тут гра складається з режиму «Вільна гра», а також режиму «Кар'єра», в якому гравець повинен прокласти свій шлях через ряд ліг, вигравши всі перегони та додаткові випробування в кожній з них, щоб в кінцевому підсумку стати «Володарем асфальту», коли гра досягне 100% завершення.

## Огляди
| Агрегатор    | Оцінка |
| ------------ | ------ |
| GameRankings | 82%    |
| Metacritic   | 79/100 |

| Видання | Оцінка |
| ------- | ------ |
| IGN     | 7.5/10 |

Після релізу Asphalt 6: Adrenaline отримала «загалом схвальні» відгуки. Версія для iOS отримала 79 балів зі 100 на Metacritic на основі тринадцяти рецензій та 82% на GameRankings на основі шести рецензій.
Кіт Ендрю з Pocket Gamer оцінив гру на 9 з 10, стверджуючи, що загальний ігровий процес не має собі рівних: «Саме тоді, коли всі елементи збираються разом — розгін, горіння та зіткнення з іншими гонщиками — Asphalt 6 дійсно знаходить свій ритм, забезпечуючи той вид вражень, який зазвичай притаманний гонщикам, що прикрашають великий екран у вашій вітальні. А все тому, що Gameloft не знає обмежень, коли справа доходить до Asphalt 6: Adrenaline. Мобільна гра чи ні, але спроба поєднати подвиги кожної подібної франшизи під сонцем у підсумку забезпечує досвід, який перевершує майже всі з них».
Фелікс Сяо з AppAdvice мав схожу реакцію, похваливши графіку і зробивши висновок: «Якщо ви шукаєте жвавий симулятор перегонів, щоб згаяти час, то це ваш вибір. Asphalt 6 надасть вам все це і набагато більше за кілька доларів. Значно покращені ілюстрації, новий набір гарних автомобілів та величезна кількість контенту майже гарантують, що вам ніколи не буде достатньо. За $6,99 Asphalt 6 — це обов'язкова покупка, яка, ймовірно, залишиться найкращою аркадною грою про перегони на деякий час».
Кріс Голл з 148Apps також відреагував позитивно, поставивши оцінку 4,5 з 5 і високо оцінивши відчуття від гри: »Коли ви їдете швидко в Asphalt 6, ви відчуваєте, що їдете дуже швидко. Двигун вибухає звуком на високих обертах, а викиди адреналіну (турбо) виглядають так, ніби вони прямо з фільму «Трон». Шалені швидкісні ефекти роблять гру досить цікавою, але не думайте, що перед вами наступна Real Racing 2 [...] Немає сумнівів, що фанати перегонів отримають задоволення від Asphalt 6, але шанувальники аркадних перегонів полюблять її трохи більше. Графіка солідна, звук хороший, механіка водіння захоплива (можливо, занадто поблажлива для фанатів симуляторів перегонів), і гра просто весела. Якщо вам подобаються такі ігри, ви точно не пошкодуєте про свою покупку».
Леві Б'юкенен з IGN був дещо менш вражений, оцінивши гру на 7,5 балів з 10, похваливши графіку та управління, але стверджуючи, що серія Asphalt стала дещо передбачуваною: «Asphalt 6: Adrenaline — це веселі аркадні перегони з купою машин і трас. Якщо все, що ви хочете — це швидкість та екзотичні локації, то це гра для вас. Але будьмо чесними, серія Asphalt починає копіювати саму себе. Хоча це все ще надійна забавка, наступного разу серія має зробити щось більше, ніж пропонувати одне й теж».
Ендрю Подольські зі Slide to Play був схожої думки з IGN, відчуваючи, що сама серія занепала, і оцінивши гру на 3 бали з 4 (стільки ж він поставив грі Asphalt 5); «Gameloft поставила нас у скрутне становище. Їхні ігри постійно розширюють технічні можливості iPhone, і кожна нова ітерація в довготривалій серії, такій як Asphalt, виглядає і звучить краще, ніж попередня. Але без більшої креативності серія починає здаватися такою, що застрягла на другій передачі. Шоста гра серії Asphalt (і третя на iPhone) — це ще одне блискуче технічне досягнення. Кожне середовище деталізоване, барвисте і характерне, і ми майже не помітили жодних графічних спливань або уповільнення частоти кадрів, коли грали на iPod Touch 4-го покоління. Одночасно, це не той величезний стрибок, який ми спостерігали від Asphalt 4 до Asphalt 5 [...] Чого дійсно не вистачає Asphalt 6: Adrenaline, так це графічного чуття або збалансованого розвитку ігрового процесу. Gameloft знайшла спосіб створювати ігри для iPhone, які можуть виглядати так само добре і відчувати себе так само захопливо, як і голлівудські блокбастери. Але, як і в тих блокбастерах, іноді ми бачимо продукт, якому бракує елементарної креативності. З практично тими ж подіями, що і в попередній грі, у нас дуже мало стимулів купувати цьогорічний Asphalt».